# Itame ribearia
Itame ribearia är en fjärilsart som beskrevs av Fitch 1848. Itame ribearia ingår i släktet Itame och familjen mätare. Inga underarter finns listade i Catalogue of Life.